# Aeschynanthus atrorubens
Aeschynanthus atrorubens är en tvåhjärtbladig växtart som beskrevs av Rudolf Schlechter. Aeschynanthus atrorubens ingår i släktet Aeschynanthus och familjen Gesneriaceae. Inga underarter finns listade i Catalogue of Life.